# Rial omanita
El rial omanita (àrab: ريال عماني, riyāl ʿumānī, o, simplement, ريال, riyāl, pl. ريالات, riyālāt) és la moneda d'Oman. El codi ISO 4217 és OMR i s'acostuma a abreujar RO, o també OR (en àrab ر.ع.). Es divideix en 1.000 baisa (en àrab بيسة, baysa).
Té una taxa de canvi fixa respecte del dòlar dels Estats Units, a raó de 2,6008 dòlars per rial. Segons les taxes de canvi actuals, és la tercera unitat monetària de valor més alt del món, després del dinar kuwaitià i el dinar de Bahrain.
Es va adoptar el 1973 en substitució del rial saïdita (que cal no confondre amb el riyal saudita) en termes paritaris (1 = 1). El canvi fou degut a un canvi de règim el 1970, en què el nom de l'estat va passar de l'antic Masqat i Oman a l'actual Sultanat d'Oman. Precisament, el 1970, el rial saïdita havia substituït la rupia del Golf a raó de 13 1/3 rupies per rial, que havia esdevingut la moneda oficial de Masqat i Oman el 1959 en substitució de la rupia índia (a la costa) i el tàler de Maria Teresa (a l'interior).
Emès pel Banc Central d'Oman (en àrab البنك المركزي العماني, al-Bank al-Markazī al-ʿUmānī), en circulen monedes de 5, 10, 25 i 50 baisa (durant un temps també en circulaven de 100 baisa i d' ¼ i ½ rials), i bitllets de 100 i 200 baisa i de ½, 1, 5, 10, 20 i 50 rials.

## Taxes de canvi
- 1 EUR = 0,491092 OMR; 1 OMR = 2,03628 EUR (6 de juliol del 2006)
- 1 USD = 0,384497 OMR; 1 OMR = 2,6008 USD (fixa des del 1986)